# Öja, Karleby stad
Öja är en by i Karleby stad i Mellersta Österbotten i Finland. Byn var tidigare en skärgårdskommun i Mellersta Österbotten i Finland. Kommunen grundades 1932 och slogs samman 1 januari 1969 med Karleby landskommun, som i sin tur blev en del av Karleby stad år 1977. Före år 1932 hörde Öja till Kronoby kommun. Byn Öja har 787 invånare varav 72 % är svenskspråkiga (2005). Naturen i Öja skärgård präglas starkt av landhöjning. Ordet Öja betyder många små öar och förr i tiden bestod Öja av en stor övärld. Många av öarna har dock förenats med fastlandet på grund av landhöjningen. Den marina skärgårdskulturen lever trots detta kvar i Öja.
I Långö by i Öja finns Bodö gästbrygga och gårdsgruppen Sveins.

## Demografi
Enligt Statsrådets beslut den 28 december 1962 var Öja för perioden 1963 till 1972 en enspråkigt svensk kommun.
| År   | Invånare | Svenska | Svenska % | Finska | Finska % | Övriga | Övriga % | Referens |
| ---- | -------- | ------- | --------- | ------ | -------- | ------ | -------- | -------- |
| 1940 | 564      | 555     | 98,4 %    | 9      | 1,6 %    | 0      | 0,0 %    | [ 4 ]    |
| 1950 | 581      | 574     | 98,8 %    | 7      | 1,2 %    | 0      | 0,0 %    | [ 5 ]    |
| 1960 | 637      | 630     | 98,9 %    | 7      | 1,1 %    | 0      | 0,0 %    | [ 6 ]    |

Befolkningen avses enligt folkräkningen den 31 december nämnda år. För åren 1910–1940 är det den närvarande befolkningen vid folkräkningen som avses.

## Tätorter
Vid Statistikcentralens tätortavgränsning den 31 december 1960 hade Öja kommun två tätorter och tätortsgraden var 84,0 %.
| Nr | Tätort      | Folkmängd | Landareal km² | Folktäthet Invånare/km² |
| -- | ----------- | --------- | ------------- | ----------------------- |
| 1  | Knivsund    | 310       | 3,5           | 88,6                    |
| 2  | Norra Långö | 225       | 4,9           | 45,9                    |